# Битва при Кранитских холмах
Битва при Кранитских холмах — сражение, произошедшее в 277 г. до н. э. между римскими и самнитскими войсками в ходе Пирровой войны 280—275 годов до н. э. 
Племя самнитов заключило союз с царем Эпира Пирром против Римской Республики, чтобы вернуть себе независимость, которую они потеряли во времена Самнитских войн, но, когда Пирр ушёл из Италии в 278 году до н. э. в Сицилию, его италийские союзники были вынуждены оборонять себя от римлян сами.
В 277 году до н. э. консулы Публий Корнелий Руфин и Гай Юний Брут Бубульк вторглись в Самний, опустошая страну, идя вместе, и взяли несколько заброшенных крепостей. Самниты отступили на целый ряд холмов под названием Кранита, из-за больших деревьев кизил (crania). Несмотря на сложности рельефа местности, римляне поднялись на холмы, но затем местность сделала римлян легкой мишенью для атак самнитов, которые многих римлян перебили и многих взяли в плен.
После своего поражения при Кранитских холмах римские консулы обвинили друг друга в неудаче и больше не работали вместе. Юний отправился опустошать часть Самния, а Руфин пошёл против луканов и бруттиев и захватил Кротон.